# Donets
Seversky Donets (tiếng Nga: Северский Донец, đã Latinh hoá: Severskiy Donets) hoặc Siverskyi Donets (tiếng Ukraina: Сіверський Донець, đã Latinh hoá: Siverskyi Donets), thường được gọi đơn giản Donets, là một sông chảy qua phần phía nam của đồng bằng Đông Âu. Sông khởi nguồn tại vùng cao Trung Nga, phía bắc thành phố Belgorod, chảy theo hướng đông-nam qua Ukraina (các tỉnh Kharkiv, Donetsk và Luhansk) và sau đó lại chảy qua Nga (tỉnh Rostov), đổ vào sông Don cách 100 km (62 mi) từ biển Azov. Sông Donets là sông dài thứ tư tại Ukraina, và là sông lớn nhất tại miền Đông Ukraina, cũng là nguồn nước ngọt quan trọng của vùng. Tên sông được đặt cho bồn địa Donets, thường gọi là Donbas, một khu vực khai thác than đá và công nghiệp quan trọng tại Ukraina.

## Từ nguyên
Tên gọi Don và từ phái sinh Donets bắt nguồn từ tiếng Sarmatia thuộc hệ Iran Dānu "sông". Theo V. Abaev (chuyên gia về ngôn ngữ Scythia-Sarmatia) thì tên  Don bắt nguồn từ tiếng Scythia-Sarmatia của hệ Iran Dānu (sông)  Người Scythia-Sarmatia cư trú trong khu vực phía bắc của biển Đen từ khoảng 1100 TCN đến sơ kỳ Trung cổ.
Vào thế kỷ 2, Ptolemy biết đến sông Don, là nơi Donets đổ vào, tên là Tanais, và người Tây Âu nhận ra rằng sông Don có một phụ lưu đáng kể và họ gọi nó là Tanais nhỏ hoặc Donetz. Tên gọi Slav Seversky Donets bắt nguồn từ thực tế là sông khởi nguồn từ vùng đất của người Severia. Nhà biên niên sử người Ý-Ba Lan Alexander Guagnini (1538–1614) viết: "Ngoài ra còn có Tanais nhỏ khác, nó khởi nguồn tại Thân vương quốc Seversky (do vậy nó được gọi là Donets Seversky) và chảy vào Tanais lớn phía trên Azov".

## Địa lý và thủy văn

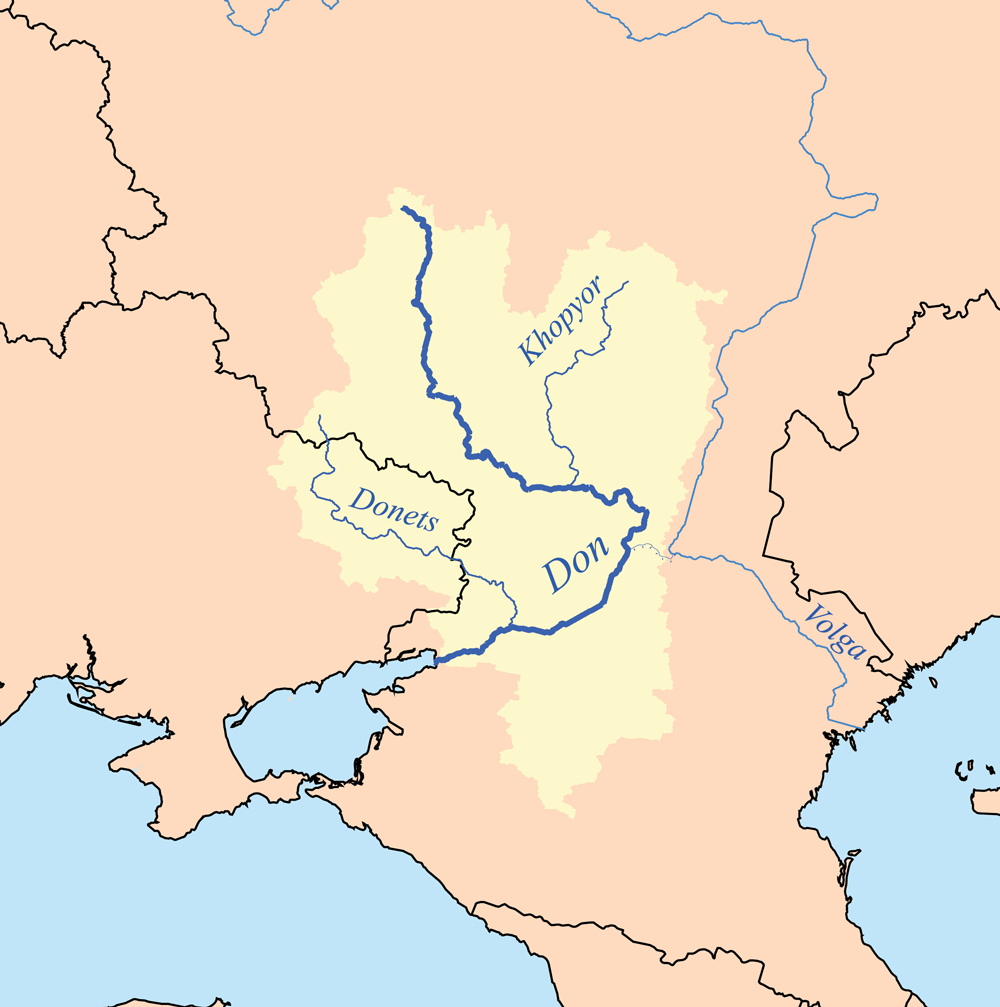
sông Seversky Donets và sông Don

Donets là sông lớn nhất tại miền Đông Ukraina, là phụ lưu lớn nhất của sông Don. Tổng chiều dài của sông là 1.053 km (654 mi) và diện tích lưu vực là 98.900 km2 (38.200 dặm vuông Anh). Phần lớn chiều dài 950 km (590 mi) của sông chảy qua Ukraina. Dòng chảy trung bình năm là 25 m3/s (880 cu ft/s) gần đầu nguồn và 200 m3/s (7.100 cu ft/s) tại nơi hợp lưu với sông Don.
Sông Donets khởi nguồn tại vùng cao Trung Nga, gần làng Podolkhi, khu vực Prokhorovka, phía bắc của thành phố Belgorod, trên độ cao 200 m (660 ft) so với mực nước biển. Lưu vực có hơn 3.000 sông suối, trong đó 425 có chiều dài hơn 10 km (6,2 mi) và 11 có chiều dài hơn 100 km (62 mi); 1011 dòng chảy trong số đó đổ thẳng vào sông Donets. Các sông suối này hầu hết hình thành từ tuyết tan, do đó nguồn cung cấp nước không đều trong năm. Lũ lụt mùa xuân kéo dài khoảng hai tháng, từ tháng 2 đến tháng 4 – trong giai đoạn này mực nước dâng lên 3 đến 8 m (9,8 đến 26,2 ft). Hiếm khi xảy ra lụt quá độ do có nhiều hồ chứa nước nhân tạo được xây dựng dọc sông.
Chiều rộng của sông hầu như dao động giữa 30 và 70 m (98 và 230 ft), đôi khi đạt tới 100–200 m (330–660 ft) và thậm chí 4 km (2,5 mi) tại hồ chứa. Đáy sông có nhiều cát và không bằng phẳng, độ sâu thay đổi giữa 0,3 và 10 m (1 ft 0 in và 32 ft 10 in) và trung bình sâu 2,5 m (8 ft 2 in). Sông đóng băng từ khoảng giữa tháng 12 cho đến cuối tháng 3 và bị bao phủ bằng lớp băng dày 20–50 cm (7,9–19,7 in). Sông đổ vào sông Don tại điểm cách cửa sông này 218 km (135 mi), tại độ cao 5,5 m (18 ft) so với mực nước biển; do đó sông có chênh lệch độ cao 195 m (640 ft) với độ dốc trung bình là 0,18 m/km.

### Phụ lưu và hồ chứa
- Hữu ngạn Babka, Udy, Mozh, Bereka, Kazennyi Torets, Bakhmutka, Luhan, Luhanchyk, Velyka Kamianka, Kundryuchya
- Tả ngạn: Nezhegol, Vovcha, Khotimlia, Velykyi Burluk, Hnylytsia, Balakliika, Iziumets, Oskil (Oskol), Netryus, Zherebets, Krasna, Borova, Aidar, Derkul, Glubokaya, Kalitva, Bystraya
- Hồ chứa: Hồ chứa nước Belgorod, hồ chứa nước Pechenizke

## Dòng chảy

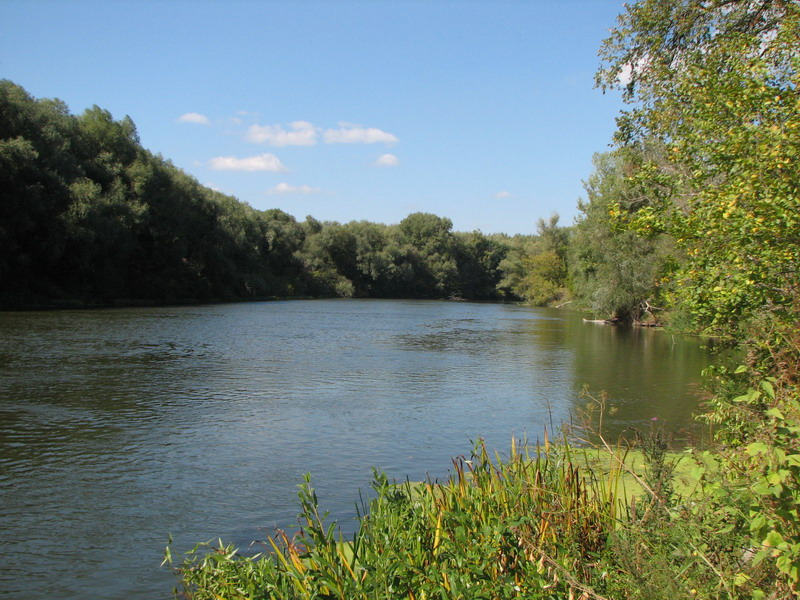
Sông Donets gần Shypylivka

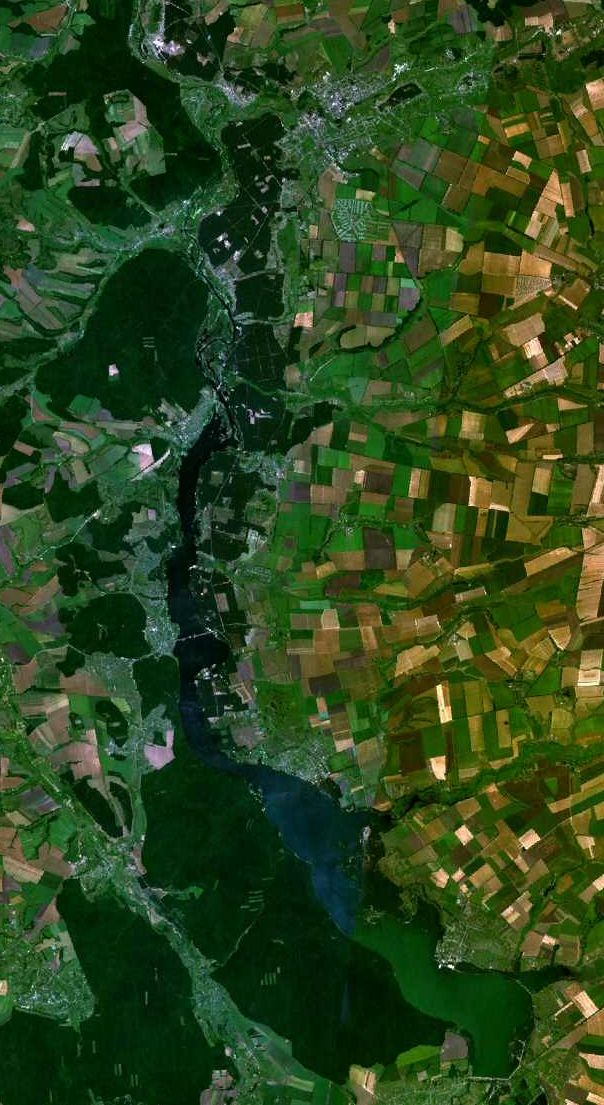
Hình ảnh vệ tinh hồ chứa Pechenizke

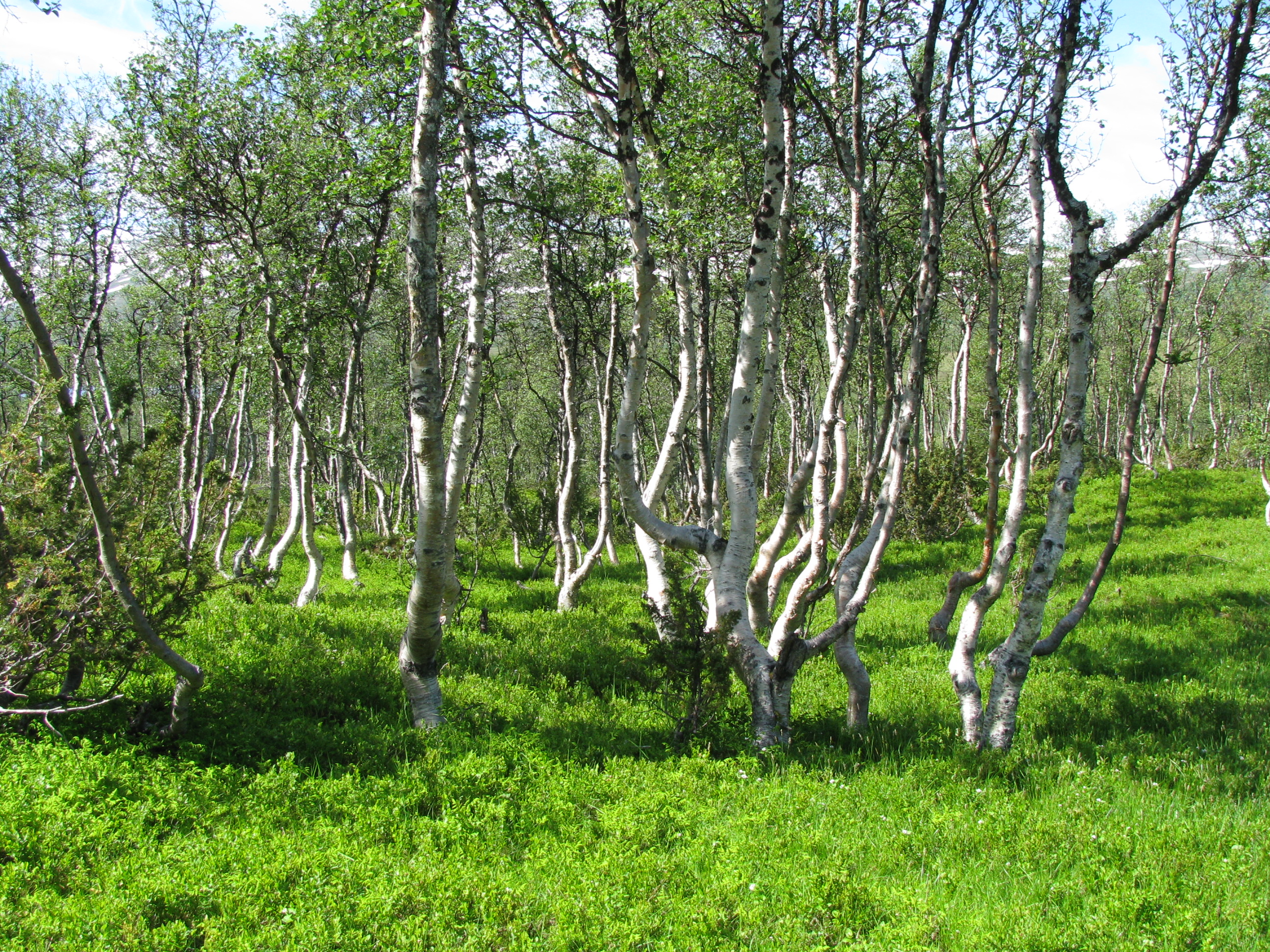
Downy birch

Dòng chảy sông Donets chậm, từ 0,15 m/s (0,49 ft/s) tại Chuhuiv đến 1,41 m/s (4,6 ft/s) gần Lysychansk. Thung lũng sông rộng: từ 8–10 km (5,0–6,2 mi) tại phần thượng du và lên đến 20–26 km (12–16 mi) tại hạ du, và không đối xứng. Bờ hữu thường cao, đôi khi có các vách đá phấn bị nước chảy lâu ngày cắt xẻ. Bờ tả bằng phẳng hơn, có một số đầm lầy, hồ, và hồ móng ngựa, trong đó lớn nhất là hồ Lyman. Sông uốn lượn, đặc biệt là phía trên phụ lưu Oskol.
Tại thượng du, phía trên Belgorod, sông có một số đập và hồ chứa nhỏ. Tại hạ du, sau khi hợp lưu với sông Sói (Volchiya), có hồ chứa Pechenizke (dung tích 86 km3), cung cấp nước cho thành phố Kharkiv. Bên dưới hồ chứa Pechenizke, sông Donets nhận nước thêm từ Udy và chi lưu lớn nhất là Oskol. Tại đó thung lũng sông mở rộng và có nhiều hồ móng ngựa trong vùng bãi bồi. Bên trong Ukraina, sông chảy giữa cao nguyên Cisdesna và vùng thấp Donets. Tại trung du, sông Donets được cung cấp nước một phần từ sông Dnieper, nước chảy đến theo các kênh đào Dnieper–Donbas–Seversky Donets nhằm cấp nước cho ngành than đá tại Donbass. Gần thành phố Donetsk (Rostov) của Nga, sông vượt qua dãy Donets và chảy vào một thung lũng hẹp với các sườn núi dốc và nhiều đá. Tại phần dưới của vùng thấp Donets, dòng chảy bị gián đoạn vì các cửa cống và chảy chậm Tại vùng châu thổ, sông bị chia ra thành ba phân lưu.
| Quốc gia | Tỉnh     | Cách cửa sông, km | Cách đầu nguồn, km | Tên                                  | Loại                   | Ghi chú                                |
| -------- | -------- | ----------------- | ------------------ | ------------------------------------ | ---------------------- | -------------------------------------- |
| Nga      | Belgorod | 1053              | 0                  |                                      | Nguồn                  | Gần làng Podolkhi, khu vực Prokhorovka |
| Nga      | Belgorod | 990               | 63                 | Belgorod                             | Thành phố              |                                        |
| Nga      | Belgorod | 990               | 63                 | Hồ chứa Belgorod                     |                        |                                        |
| Ukraina  | Kharkiv  | 940               | 113                | Pechenizke Reservoir                 |                        |                                        |
| Ukraina  | Kharkiv  | 874               | 179                | Pechenihy                            | khu dân cư kiểu đô thị | Mức tiêu thụ hàng năm 24,5 m3/s        |
| Ukraina  | Kharkiv  | 837               | 216                | Chuhuiv                              | Thành phố              | Mức tiêu thụ hàng năm 20,5 m3/s        |
| Ukraina  | Kharkiv  | 634               | 419                | Sông Bereka và kênh Dnieper – Donbas | Phụ lưu hữu ngạn       | Dài 102 km; lưu vực 2.680 km2          |
| Ukraina  | Kharkiv  | 600               | 453                | Izium                                | Thành phố              | Tiêu thụ hàng năm 52 m3/s              |
| Ukraina  | Kharkiv  | 580               | 473                | Oskol                                | Phụ lưu tả ngạn        | Dài 436 km; lưu vực 14.680 km2         |
| Ukraina  | Donetsk  | 518               | 535                | Raihorodok                           | Khu dân cư kiểu đô thị | Khởi đầu kênh đào Donets-Donbas        |
| Ukraina  | Donetsk  | 516               | 537                | Kazennyi Torets                      | Phụ lưu                | Dài 129 km; lưu vực 5410 km2           |
| Ukraina  | Luhansk  | 482               | 571                | Rubizhne                             | Thành phố              |                                        |
| Ukraina  | Luhansk  | 432               | 621                | Lysychansk                           | Thành phố              | Tiêu thụ hàng năm 106 m3/s             |
| Ukraina  | Luhansk  | 430               | 623                | Sievierodonetsk                      | Thành phố              |                                        |
| Ukraina  | Luhansk  | 306               | 747                | Luhansk                              | Thành phố              |                                        |
| Nga      | Rostov   | 222               | 831                | Donetsk, Nga                         | Thành phố              | Bắt đầu vùng tàu biển đi lại           |
| Nga      | Rostov   | 197               | 856                | Kamensk-Shakhtinsky                  | Thành phố              | Tiêu thụ hàng năm 159 m3/s             |
| Nga      | Rostov   | 0                 | 1053               |                                      | Cửa sông               | 218 km từ nơi sông Don đổ ra biển Azov |

## Lịch sử

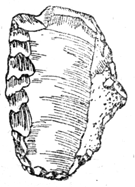
Hình vẽ một công cụ thời kỳ đồ đá phát hiện gần làng Krasny Yar, tỉnh Luhansk.

Sông Donets có vai trò quan trọng đối với những người định cư thời cổ đại do là nguồn cung cấp nước và thực phẩm, cũng như là tuyến giao thông và mua bán. Bằng chứng khảo cổ đầu tiên về những người định cư có liên quan đến giai đoạn Cheulean và Acheul của thời kỳ đồ đá cũ sớm, thông qua các công cụ bằng đá (rìu) phát hiện bên bờ sông gần thành phố Izium của tỉnh Kharkiv và tại tỉnh Luhansk. Theo thời gian, bên bờ sông là nơi cư trú của các bộ lạc thuộc nhiều nền văn hóa khác nhau, như văn hóa Mouster, Yamna, Hầm mộ, Scythia, Alan, Khazar và sau cùng là Slav. Nhiều bộ lạc liên quan có lối sống du mục đặc trưng của người Kipchak, Hãn quốc Kim Trướng và về sau là người Cossack. Sông chảy qua các vùng đất lịch sử của  Sloboda Ukraina cũng như các vùng đất của Đạo quân sông Don. Nhiều người Cossack sau đó đồng hóa vào Đế quốc Nga đang lớn mạnh, chế độ này tái thiết và củng cố các pháo đài Belgorod và các thành phố Kyiv, Izium, Luhansk, Chuhuiv và những nơi khác nhằm duy trì tuyến phòng thủ chống lại các cuộc tập kích của dân du mục từ đông nam. Sau đó, vai trò phòng thủ của lưu vực sông nhường chỗ cho các nhu cầu kinh tế. Trong thế kỷ 18-19, nhiều cối xay bằng sức nước được lắp trên sông, số lượng lên đến hàng trăm vào cuối thế kỷ 18, và các đập dùng cho cối xay khiến giao thông thủy bị gián đoạn.
Quá trình công nghiệp hóa vào thế kỷ 19 khiến sự quan tâm chuyển sang khai thác mỏ tại Donbas, các nhà máy cần nhiều nước tập trung hầu hết tại Kyiv, Luhansk và Donetsk. Đến thập niên 1930, Kharkiv, Donetsk và Luhansk thiếu nước đến mức nhà chức trách buộc phải dần tạo ra một mạng lưới kênh đào và hồ chứa. Năm 1936, hồ chứa Kochetok được hình thành và kết hợp vào hệ thống nước của Kharkiv. Đến thập niên 1950, biện pháp này tỏ ra không đủ, và đến thập niên 1960, hồ chứa Pechenizke được xây dựng tại địa điểm hồ chứa Kochetok. Hồ có sức chứa 400 triệu m3 và cung ứng khoảng 75% lượng nước tiêu thụ của Kharkiv. Nhằm cung cấp nước cho miền nam Donbas và thành phố Donetsk, kênh đào Donets-Donbas dài 130 km được xây dựng vào khoảng năm 1958 bắt đầu gần thành phố Raigorodok, và để bù lại thì kênh đào Dnieper-Donbas được tạo ra để cung cấp nước từ sông Dnieper đến thượng nguồn sông Donets qua sông Bereka. Do kết quả của hoạt động công nghiệp, tính chất hoang dã của lưu vực Donets chuyển thành khu dân cư công nghiệp. Sau khi Liên Xô tan rã, hầu hết diện tích lưu vực sông thuộc lãnh thổ Ukraina.
Trong Chiến tranh Nga-Ukraina 2014, tỉnh Luhansk bị phân chia hầu như dọc theo sông Donets giữa Cộng hòa Nhân dân Luhansk kiểm soát hầu hết phần phía nam sông, và chính phủ Ukraina giữ phần phía bắc của sông.
Khoảng ngày 8 tháng 5 năm 2022, trong trận Donbas, quân Nga cố vượt sông bằng cầu phao. Hàng chục xe tăng của Nga và ước tính 500~1.500 quân Nga bị tiêu diệt do pháo kích.

### Thông hành

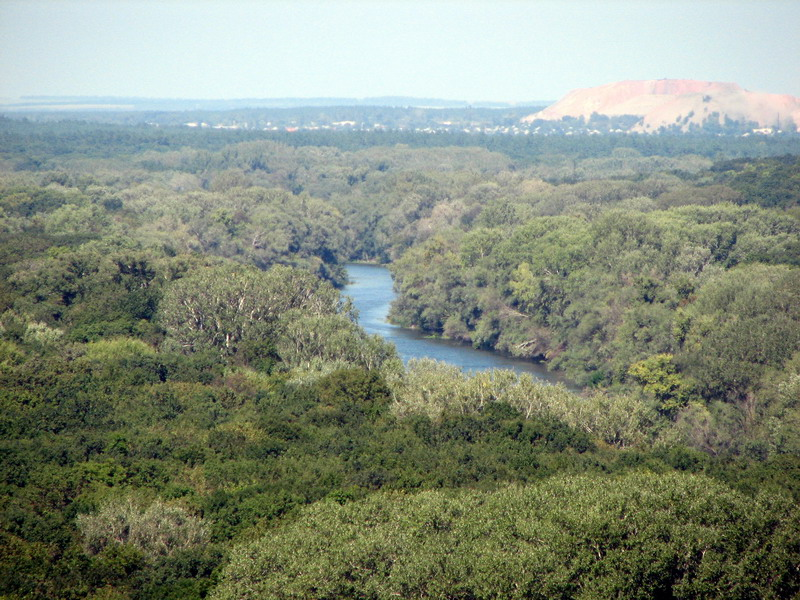
Sông Donets tại tỉnh Luhansk, gần Shypylivka.

Hiện nay, tàu biển có thể đi lại trên sông Donets xa đến thành phố Donetsk (tỉnh Rostov) của Nga, 222 km từ cửa sông. Việc đi lại ở đoạn cuối được hỗ trợ nhờ sáu đập nước được xây dựng từ năm 1911 đến năm 1914. Mỗi đập gồm một đập bê tông dài 100–150 mét (330–490 ft) và một cống một khoang dài 100 m (330 ft) và rộng 17 m (56 ft) và sâu 2,5 m (8 ft 2 in). Các nỗ lực nhằm cải thiện mạng lưới đập vào thế kỷ 19 và đầu thế kỷ 20, một phần do Dmitri Mendeleev xúc tiến, bị gián đoạn do Thế chiến I, Nội chiến Nga và thiếu kinh phí. Thiết kế của các đập và tuổi thọ của chúng làm chậm việc lưu thông trên sông, và việc lưu thông hiện khá hạn chế.

## Môi trường

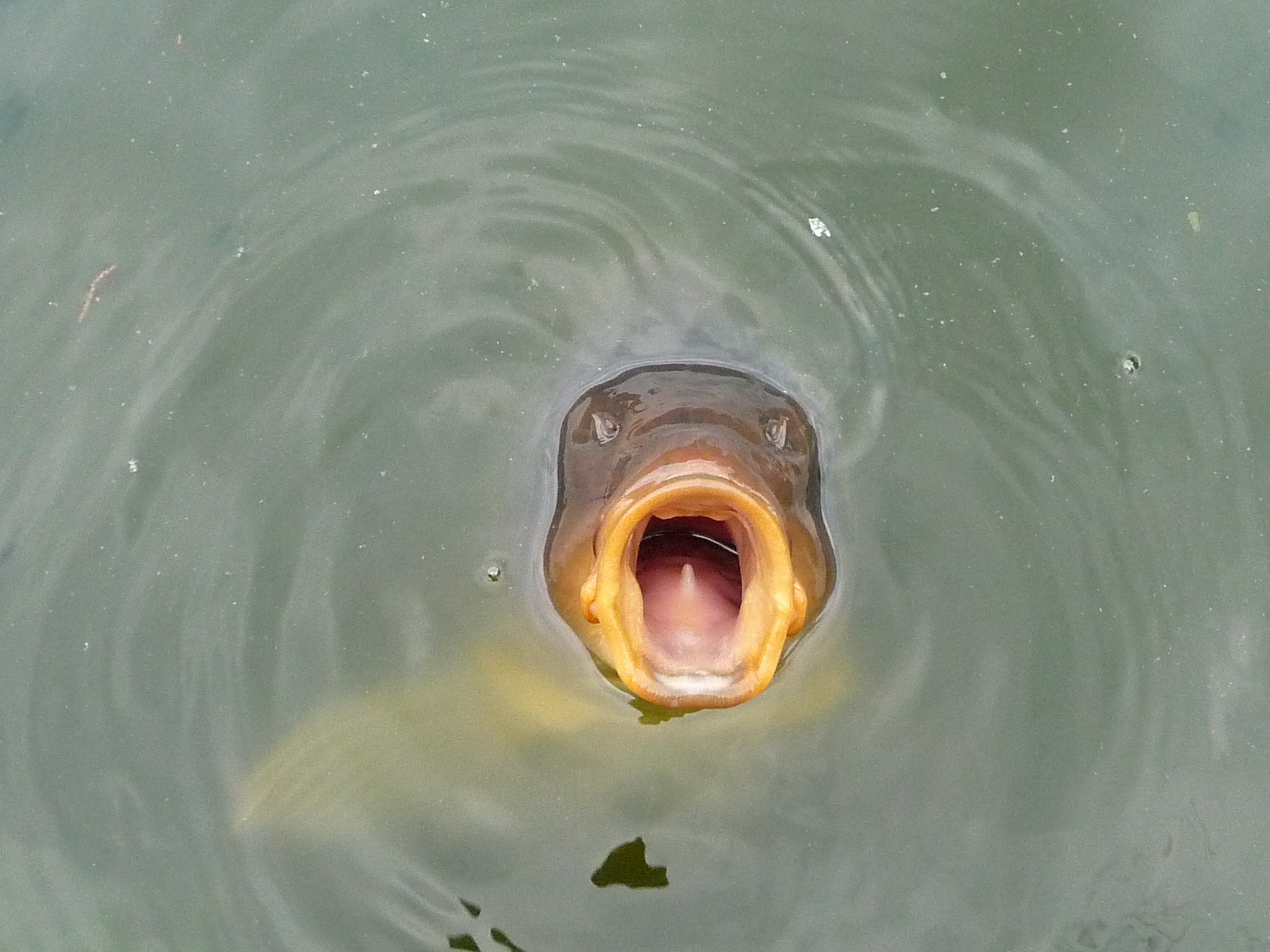
Carp

Do là một trong các sông lớn nhất tại Ukraina, sông Donets được khai thác mạnh để phục vụ nông nghiệp và công nghiệp. Ukraina sử dụng hơn 2 km3 (0,48 mi khối) nước sông mỗi năm, một nửa được thải lại sông dưới dạng chất thải ô nhiễm; việc khai thác này dẫn đến giảm dòng chảy còn 32 m3/s (1.100 cu ft/s).
Donets chịu tác động mạnh ngay từ thế kỷ 18, khi các cây lâu năm dọc bờ sông bị đốn hạ. Phát triển công nghiệp vào thế kỷ 19 làm suy giảm mực nước ngầm trong lưu vực. Điều này dẫn đến hạ mức nước sông và làm chậm lưu thông. Cho đến giữa thế kỷ 19, sông có nhiều cá nhưng số lượng sau đó nhanh chóng suy giảm. Chất lượng nước được xếp hạng IV (ô nhiễm) đến V (bẩn). Nguồn ô nhiễm chính là phân bón, dầu mỏ, phenol, kẽm, crom và đồng. Tại tỉnh Kharkiv, nước bị ô nhiễm do chất thải công nghiệp và sinh hoạt của các thành phố Belgorod, Izium và Shebekino, nhưng nước được làm sạch một phần qua hồ chứa Pechenizke. Mật độ các nhà máy và cùng với đó là ô nhiễm tăng lên ở hạ du thuộc tỉnh Donetsk và Luhansk, đặc biệt là quanh Lysychansk và Sievierodonetsk, khoảng 400 km từ cửa sông. Một số phụ lưu của Donets, như Kozenyi Butt, Bakhmut và Lugan cũng bị ô nhiễm đến mức tiêu thụ cá đánh bắt tại đó là việc nguy hiểm.
Đoạn trong nhất của sông Donets là từ đầu nguồn đến Belgorod, và từ hồ chứa Pechenizke đến Chuhuiv. Độ mặn trung bình của sông là 650–750 mg/L, và trong mùa đông tăng lên 1000 mg/L hầu như là do nước thải công nghiệp.

## Động thực vật
Sông Donets có 44 loài cá, chủ yếu là các loài cá nhỏ như cá pecca châu Âu, rutilus và cá chày thường. Các loài cỡ vừa và lớn là cá vền, cá pecca, cá nheo và cá chó nhưng chúng ngày càng hiếm. Ở gần hồ chứa Pechenizke có một trại giống lớn về loài cá chép hoạt động thành công từ năm 1967.

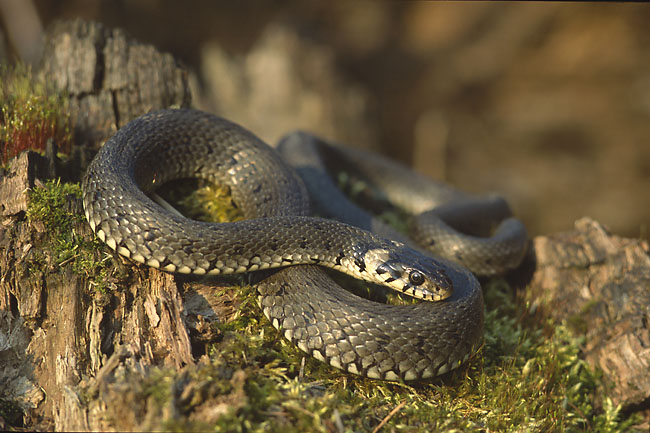
Rắn cỏ

Bên bờ sông Donets, tại vùng bãi bồi có nhiều ếch nước, cóc (đặc biệt là cóc xanh), sa giông mịn và sa giông mào và các loài hiếm thấy hơn là rắn cỏ, rắn xúc xắc and rùa ao châu Âu.
Các hoạt động của con người, phần lớn là canh tác trên thảo nguyên, dẫn đến việc nhiều loài động vật biến mất, như ngựa tarpan, linh dương thảo nguyên, linh dương Saiga, sóc. Vào khoảng thập niên 1960–1970, đặc biệt là gần sông Oskol, không hiếm khi trông thấy sóc thảo nguyên, hươu Âu-Á, lợn rừng và chuột desman Nga. Các loài thú hiện sống trong lưu vực là hải ly châu Âu, chuột nhảy jerboa, suslik, chuột nhắt, rái cá thường, chồn nâu châu Âu, chồn và dơi.
Số lượng các loài chim trong lưu vực sông Donets giảm mạnh trong vòng 100–150 qua. Các loài đã biến mất gồm có đại bàng hung, tirkusha, chim lội hòa đồng, ô tác, sơn ca đen và có cánh. Các loài ít phổ biến hơn là ngỗng, thiên nga, đại bàng vàng, đại bàng đuôi trắng, cắt lớn, ó mật và ó cá. Sự suy giảm chủ yếu là do phá rừng, đặc biệt là vạt cây lâu năm dọc bờ sông. Việc tạo ra các dải rừng nhân tạo trong lưu vực vào thập niên 1960 đã đem các loài chim ăn côn trùng mới đến khu vực này, như Streptopelia, ác là và bách thanh. Trong các loài chim truyền thống, vẫn còn phổ biến một số loài vịt, quạ, choi choi, Podiceps, chích sậy lớn và đôi khi có thấy diệc và hạc. Vào mùa di cư, khu vực đón các loài ngỗng xám và đen.
Bờ sông Donets từng có các lùm cây, nhưng chúng bị chặt hạ trong thế kỷ 18-19. Một số cây được dùng để đóng tàu trong các cuộ chiến giữa Nga và Ottoman thời Pyotr I. Đến thế kỷ 20, hầu hết đồng cỏ dọc bờ sông được chuyển thành đồng ruộng. Một phần nhỏ các lùm cây vẫn còn lại, chủ yếu tại tỉnh Kharkiv. Phía bắc của Izium, vẫn còn các rừng cây lá rộng, và các rừng thông tồn tại gần Chuhuiv. Nhiều loài cây dại sống gần vùng bãi bồi, đó là liễu, bạch dương sương mai, tống quán sủ và krushinnik. Dọc bờ sông có cây cói, cỏ tai ngựa đầm lầy, carex, kizlyak, sabelnik đầm lầy và các loài cỏ khác.

## Du lịch

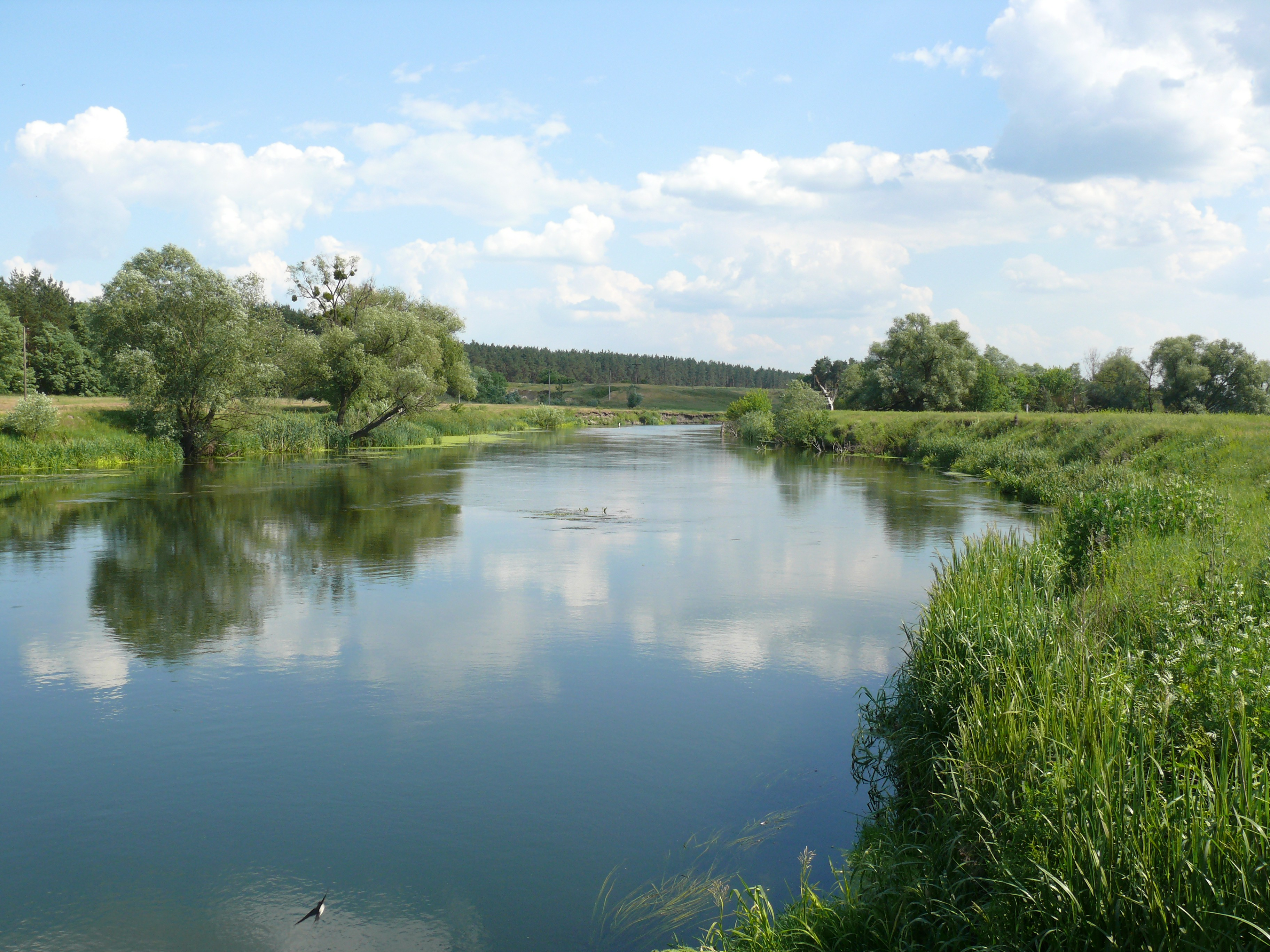
Hạ lưu tại Zmiyev.

Sông Donets được đánh giá là một trong các sông có phong cảnh đẹp nhất của đồng bằng Đông Âu, có nhiều tuyến đường tản bộ và đạp xe dọc theo bờ sông. Chèo Canoe là hoạt động khá phổ biến, đặc biệt là giữa Zmiyev và Svyatogorsk. Các tháng du lịch nhộn nhịp nhất là từ tháng 5 đến tháng 9. Phần đẹp nhất có lẽ là gần Izium, tại đó có Công viên quốc gia Dãy núi Thiêng. 
Xuôi dòng đến Lysychansk, nước đủ trong để có thể bơi, tại đây có nhiều bãi cát ven bờ sông. Gần hồ chứa Pechenizke có một số khu nghỉ dưỡng chăm sóc sức khỏe.

## Ảnh

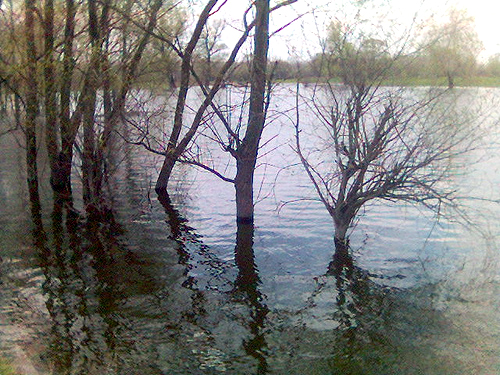
Lũ mùa xuân
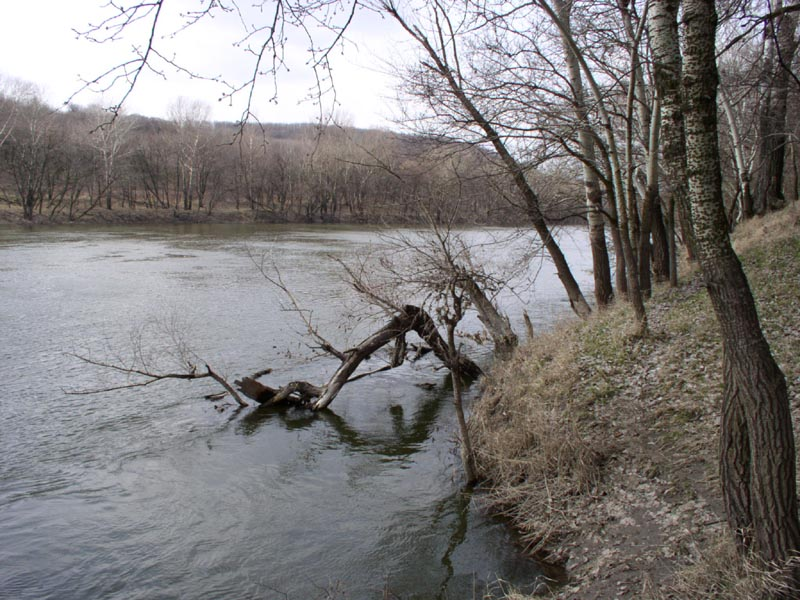
Mùa xuân
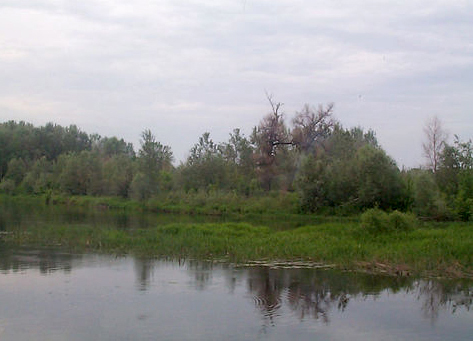
Mùa hè
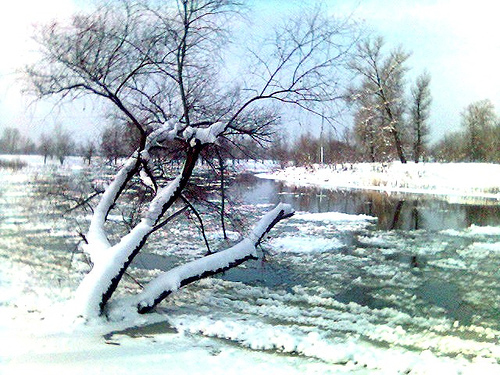
Mùa đông
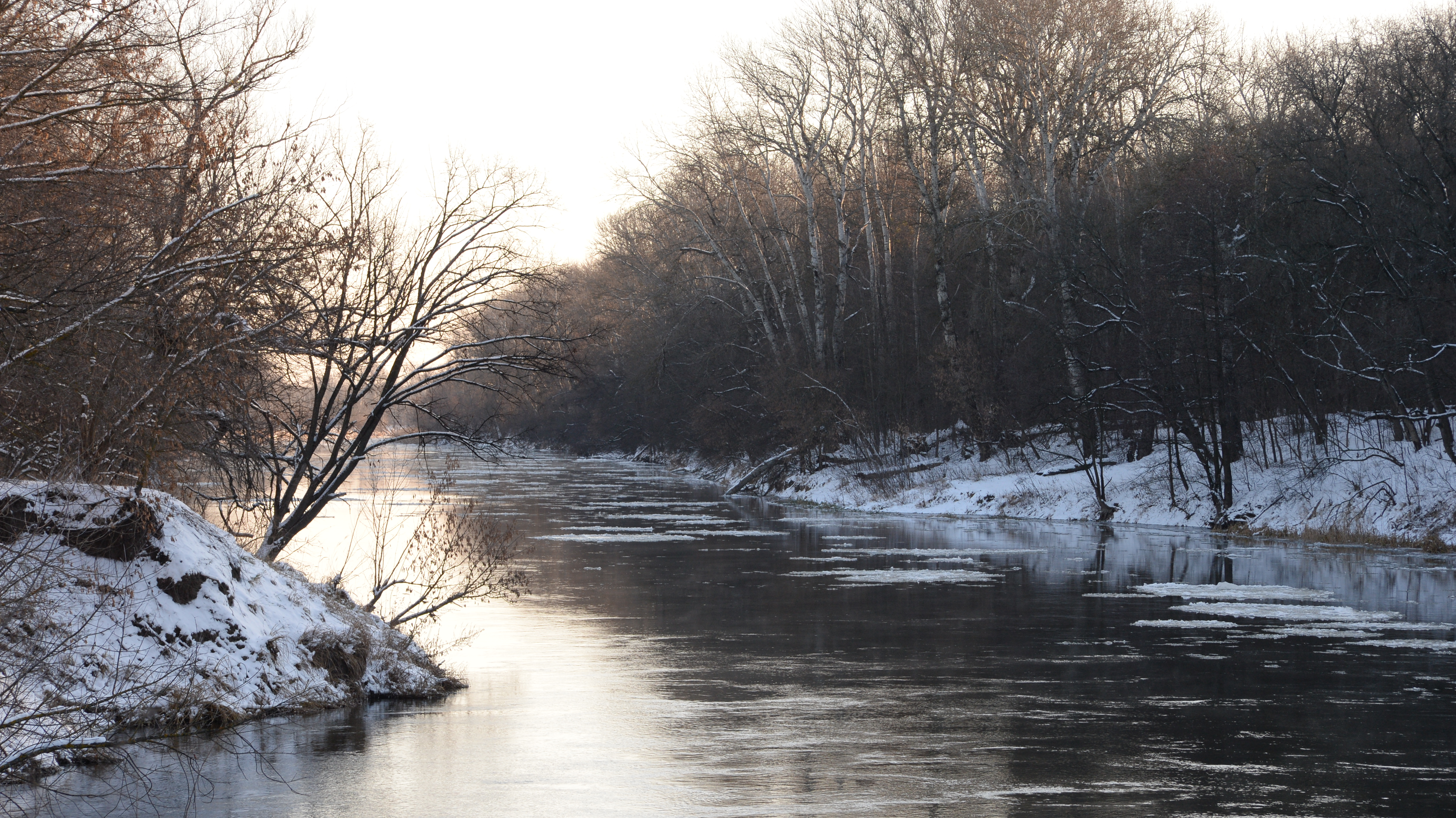
Sông Seversky Donets gần làng Yaremovka

### Google Maps
- Source area in Belgorod Oblast. Merger of Sazhnoi Donets into Seversky Donets (flowing left down)
- Впадение реки Липовый Донец (слева) в Донец (течёт справа вниз). Белгородская область
- Merger of river Vezelka into Donets (flowing down) near Belgorod.
- Area near the Belgorod Reservoir
- Belgorod Reservoir and village Maslova Pristan
- Pecheneg Reservoir and a dam
- Lugansk area